# Maps (canción de Yeah Yeah Yeahs)
«Maps» es una canción de la banda estadounidense de indie rock Yeah Yeah Yeahs de su álbum debut, Fever to Tell (2003). La canción trata sobre la relación entre el líder de Liars Angus Andrew y la cantante principal de Yeah Yeah Yeahs, Karen O. Fue lanzado el 10 de febrero de 2004, y la banda interpretó la canción en los MTV Movie Awards de ese año. El video musical recibió mucha reproducción en MTV. Llegó al número 9 en la lista Alternative Songs de Billboard y se incluyó en el popular videojuego Rock Band.

## Lista de canciones
Descarga digital

| N.º | Título | Duración |  |

«Miles Away» es una versión recién grabada de la canción del EP homónimo de la banda.

## Video musical
El video muestra a la banda tocando en una audición en un gimnasio de la escuela secundaria, con diferentes filtros de luz que cambian el color de la habitación. Las lágrimas que lloró Karen O en el video son reales. Ella explica: «Eran lágrimas reales. Se suponía que mi novio en ese momento [Angus Andrew] iba a venir a la filmación: tenía tres horas de retraso y estaba a punto de irme a la gira. No pensé que iba a ir para venir y esta fue la canción que fue escrita para él. Eventualmente apareció y me puse en un estado emocional real». El video recibió un reproducción sustancial en MTV. Fue nominado para cuatro MTV Video Music Awards: mejor dirección artística, mejor edición, mejor fotografía y el premio MTV2. El video fue dirigido por Patrick Daughters.

## Versiones de otros artistas
«Maps» ha sido versionado por:
- The White Stripes en Reading Festival 2004.[6]
- Arcade Fire, en The Jo Whiley Show's Live Lounge,[7] Duke Special.
- Ted Leo como parte de una medley con «Since U Been Gone» de Kelly Clarkson.[8]
- El trío de jazz The New Standards en su álbum Rock and Roll.
- Radiohead interpretó un segmento de la canción como la introducción al conjunto-cercano, «Everything in Its Right Place» en el festivales de Reading y de Leeds de 2009.
- Rogue Wave para Sweetheart, una compilación de covers con temas de San Valentín producida en 2009 por Starbucks.
- En «Meet Me Halfway» de The Black Eyed Peas, la parte de la guitarra y el batería se usa durante los solos en segundo plano.
- Garbage interpretaron el coro al final de su versión en vivo de «Vow» en Rockpalast, Alemania en 2005.
- Biffy Clyro para último el show Radio 1 de Jo Whiley en marzo de 2011.
- Macy Gray en su álbum Covered.
- Keaton Henson en The Lucky EP.
- Versionado por The Fray en Radio City Music Hall el 12 de abril de 2012.
- Referenciada por la banda de rap/rock brasileña Charlie Brown Jr. en su canción «Lutar Pelo Que E Meu» cantando, «Stop, they don't love you like I love you. Stop, they don't love you like I love you. Stop».
- Cary Brothers en su álbum Covers Vol. 1.
- Adventure Club sampleo la canción en su canción titulada «Wait».
- Bryce Avary de The Rocket Summer para la organización benéfica Hello Somebody, el primer álbum Hello Somebody, Vol. 1.[9]
- «Maps» se usó como interpolación en la canción Beyoncé «Hold Up» de su álbum  Lemonade.
- The Bad Plus en su álbum It's Hard.
- Kweku Collins en su álbum «gris» bajo el título «Oasis2: Maps» lanzado en 2017.[10]

## Recepción
«Maps» es ampliamente considerado como una de las mejores canciones de la década de 2000:
- En 2009, fue votada como la mejor canción de amor alternativa de todos los tiempos por NME.[11]
- La canción también apareció en el número 6 en 500 mejores canciones de la década de 2000 de Pitchfork Media.[12]
- Rolling Stone colocó a «Maps» como la séptima mejor canción de la década de 2000.[13]
- El 7 de abril de 2011, Rolling Stone colocó «Maps» #386 en su lista de 500 Greatest Songs of All Time.[14]
- En octubre de 2011, NME lo colocó en el número 55 de su lista «150 Best Tracks of the Past 15 Years».[15]
- NME clasificó «Maps» en el número 1 en su lista de «Indie Weddings Songs: 20 Tracks Perfect For Your First Dance».[16]

## Posicionamiento en listas
| Listas (2003)                                   | Mejor posición    |
| ----------------------------------------------- | ----------------- |
| UK Official Charts                              | 26                |
| Listas (2004)                                   | Mejor posición    |
| Estados Unidos Billboard Hot Modern Rock Tracks | 9[cita requerida] |
| Estados Unidos Billboard Hot 100                | 87                |